# Hammarby källa

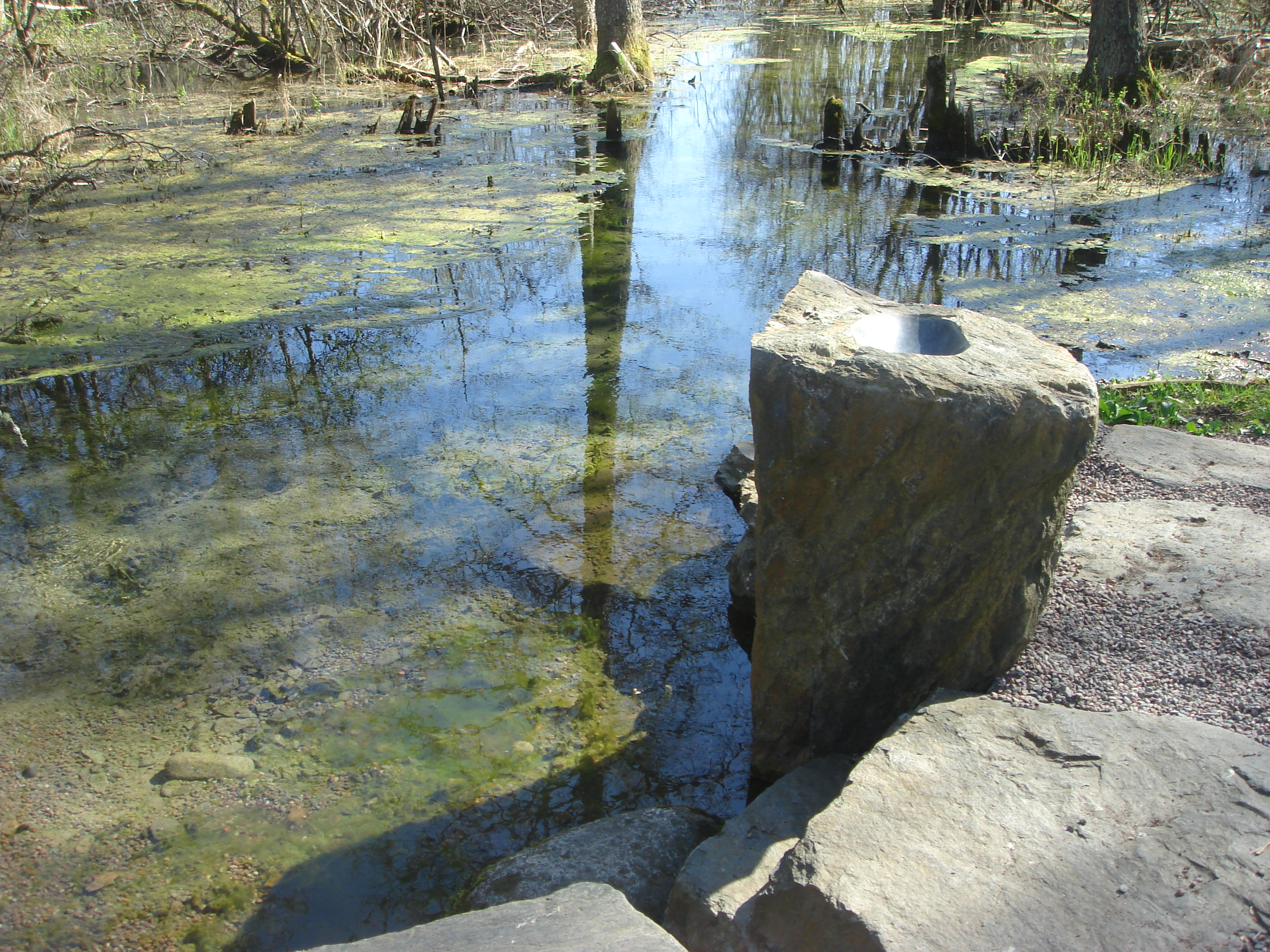
Hammarby källa

Hammarby källa är en grundvattenkälla strax nordväst om Hammarby kyrka vid sjön Fysingen i Uppland.
Den har under århundraden använts som helig källa, en så kallad trefaldighetskälla, då den ansågs ha helande krafter. Ur källan skulle man dricka sju klunkar på trefaldighetsafton, som infaller sju dagar efter pingstafton. Under 2011 har källan restaurerats och invigdes söndagen den 4 september 2011 med högmässa på plats.
Möjlighet finns att förrätta dop och vigsel invid trefaldighetskällan under den varma årstiden.